# Медуза (Караваджо)
«Медуза» — картина итальянского художника Караваджо, выполненная в двух вариантах маслом на холсте, предназначенном для натягивания на деревянный парадный щит. Первый вариант датируется примерно 1597 годом, второй — 1597—1598.
Картина заказана кардиналом Франческо Дель Монте для подношения в дар Фердинанду I, великому герцогу Тосканскому. Более известен второй вариант картины, хранящийся в настоящее время в галерее Уффици. Подлинность первой версии, находящейся сейчас в частной коллекции, не была установлена вплоть до XXI века, пока не прошла экспертизу средствами рентгенофлуоресцентного анализа. Также было подтверждено, что этот вариант, известный как «Медуза Муртола» (по имени генуэзского поэта Гаспаре Муртола, видевшего картину в мастерской Караваджо в 1600 году), был создан раньше холста, подаренного Фердинанду I. «Медуза Муртола» имеет размеры 48 х 55 см и подписана «Michel A F» (лат. Michel Angelo Fecit — Микеланджело сделал), по первому имени художника. Второй вариант, размером 60 х 55 см, не подписан.
Караваджо заменил лицо Медузы своим собственным, что позволило ему позиционировать себя как неуязвимого для ее смертельного взгляда. Хотя голова Медузы обезглавлена, она все еще находится в сознании, и картина запечатлела ее последние мгновения перед смертью. Глаза расширены, брови сведены, рот приоткрыт. Из отрубленной шеи льется кровь.
«Медуза» известна не только экспрессивно-угрожающим выражением лица персонажа древнегреческих мифов, но и крайне сложной техникой, которую должен был использовать Караваджо для создания двух портретов на выпуклой поверхности щита.
Химический состав этой картины чрезвычайно сложен. Караваджо использовал круглый щит из древесины тополя в качестве основы для картины. Щит был покрыт полотном, на которое было нанесено четыре различных подготовительных слоя краски, чтобы помочь создать основу для картины. Поверх подготовительных слоев был нанесен дополнительный слой, чтобы фон казался более отражающим. Поверх этого отражающего слоя был нанесен еще один слой (зеленый фон, который показан на картине) — этот слой состоит из смеси яри-медянки и свинцово-оловянной желтой краски. Поверх этого фонового слоя были нанесены еще три слоя, состоящие из смесей сиккативных масел, скипидара и мастики со следами пчелиного воска, чтобы сформировать картину.